# Purpurhandschrift
Purpurhandschrift ist die Bezeichnung für eine Handschrift, deren Pergamentblätter mit Purpur eingefärbt wurden. Die Texte waren mit Gold- oder Silbertinte geschrieben.
Purpur war einer der teuersten Farbstoffe der Antike. Er wurde vor allem im Mittelmeerraum produziert. Das Färbeverfahren aus dem Sekret von Purpurschnecken war langwierig. 
In der Spätantike wurden einige Evangelienhandschriften auf purpurgefärbtem Pergament geschrieben, teilweise mit farbigen Miniaturen.
Im europäischen Mittelalter wurden Purpurkodizes nur noch zu sehr bedeutenden Anlässen angefertigt (Wiener Krönungsevangeliar). Vom 9. bis ins 12. Jahrhundert sind in Deutschland und Italien auch Purpururkunden erhalten, die sich wohl an byzantinischen Vorbildern orientieren.

## Purpurhandschriften
| Abbildung | Bezeichnung                                            | Datierung              | Ort                  | Bemerkungen                                                                                       | Bibliothek |
| --------- | ------------------------------------------------------ | ---------------------- | -------------------- | ------------------------------------------------------------------------------------------------- | --- |
|           | Codex Vercellensis                                     | 4. Jahrhundert         |                      | Evangelien in lateinischer Sprache                                                                | Vercelli, Biblioteca Capitolare |
|           | Codex Veronensis                                       | 4. oder 5. Jahrhundert |                      | Evangelien in lateinischer Sprache                                                                | Verona, Biblioteca Capitolare |
|           | Purpurevangeliar von Trient („Evangelium Palatinum“)   | 4. oder 5. Jahrhundert |                      | Evangelien in lateinischer Sprache                                                                | Trient, Castello del Buonconsiglio Ms. 1589 (ehem. Wien, Österreichische Nationalbibliothek Cod. 1185); je ein Blatt in Dublin, Trinity College MS 1709 und London, British Library Add. MS 40107 |
|           | Codex Argenteus                                        | um 500/510             | Norditalien          | Bibel in gotischer Sprache (Wulfilabibel)                                                         | Uppsala, Universitätsbibliothek |
|           | Codex purpureus Rossanensis                            | 6. Jahrhundert         | Byzantinisches Reich | Evangelien in griechischer Sprache mit Miniaturen                                                 | Rossano, Museo diocesano |
|           | Codex Sinopensis                                       | 6. Jahrhundert         | Byzantinisches Reich | Evangelien in griechischer Sprache mit Miniaturen                                                 | Paris, Bibliothèque nationale Ms. Suppl. Gr. 1283 |
|           | Codex Petropolitanus Purpureus                         | 6. Jahrhundert         | Byzantinisches Reich | Evangelien in griechischer Sprache mit Miniaturen                                                 | St. Petersburg, Russische Nationalbibliothek; Einzelblätter in anderen Bibliotheken |
|           | Codex Beratinus 1                                      | 6. Jahrhundert         | Byzantinisches Reich | Evangelien in griechischer Sprache ohne Illustrationen, Weltdokumentenerbe                        | Tirana, Nationalarchiv |
|           | Unzial 080                                             | 6. Jahrhundert         | Byzantinisches Reich | zwei Blätter einer griechischen Evangelienhandschrift, nur mit goldener Tinte                     | St. Petersburg, Russische Nationalbibliothek Gr. 375,3; Alexandria, Griechisch-Orthodoxes Patriarchat Ms. 496                                                                                     |
|           | Codex Brixianus                                        | 6. Jahrhundert         | Italien?             | Evangelien in lateinischer Sprache                                                                | Brescia, Biblioteca Queriniana |
|           | Codex Neapolitanus Latinus 3                           | 6. Jahrhundert         | Italien?             | Evangelien (Fragment) in lateinischer Sprache                                                     | Neapel, Biblioteca Nazionale Lat. 3 |
|           | Wiener Genesis                                         | 6. Jahrhundert         | Byzantinisches Reich | Genesis in griechischer Sprache mit Miniaturen                                                    | Wien, Österreichische Nationalbibliothek cod. theol. gr. 31 |
|           | Psalterium Turicense purpureum (Zürcher Purpurpsalter) | 6./7. Jahrhundert      | Byzantinisches Reich | Psalter und Cantica in griechischer Sprache                                                       | Zürich, Zentralbibliothek RP1 |
|           | Godescalc-Evangelistar                                 | zwischen 781 und 783   | Aachen               | Evangelistar in lateinischer Sprache mit Miniaturen                                               | Paris, Bibliothèque nationale Ms. nouv. acq. lat. 1203 |
|           | Wiener Krönungsevangeliar                              | kurz vor 800           | Aachen               | Evangeliar, die deutschen Könige leisteten auf ihm den Krönungseid, Teil der Reichsinsignien      | Wien, Kunsthistorisches Museum, Schatzkammer |
|           | Evangeliar von Saint-Riquier                           | kurz vor 800           | Aachen               | Evangeliar                                                                                        | Abbeville, Bibliothèque Municipale Ms. 4 |
|           | Codex Beratinus 2                                      | 9. Jahrhundert         | Byzantinisches Reich | Evangeliar in griechischer Sprache mit Miniatur und ornamentalen Verzierungen, Weltdokumentenerbe | Tirana, Nationalarchiv |
|           | Codex Neapolitanus                                     | 9. Jahrhundert         | Konstantinopel?      | Evangelistar in griechischer Sprache mit großen goldenen Unzialen                                 | Neapel, Biblioteca Nazionale Cod. Neapol. ex Vindob. 2 |
|           | Minuskel 565                                           | 9. Jahrhundert         | Palästina?           | Evangeliar in griechischer Sprache mit goldener Tinte                                             | St. Petersburg, Russische Nationalbibliothek Gr. 53 |

## Purpurpergamentblätter
Einzelne purpurgefärbte Pergamentblätter sind enthalten in
| Abbildung | Bezeichnung                | Datierung             | Ort         | Bemerkungen                                                             | Bibliothek                                |
| --------- | -------------------------- | --------------------- | ----------- | ----------------------------------------------------------------------- | ----------------------------------------- |
|           | Codex Aureus von Stockholm | um 750                | Canterbury? | Evangeliar, teilweise auf purpurgefärbten Pergamentblättern             | Stockholm, Königliche Bibliothek MS A-135 |
|           | Xantener Evangeliar        | um 810                | Aachen?     | Evangeliar mit einer erhaltenen Miniatur auf einer Purpurpergamentseite | Brüssel, Königliche Bibliothek Ms. 18723  |
|           | Schatzkammer-Evangeliar    | Anfang 9. Jahrhundert | Aachen?     | Evangeliar mit Miniaturen auf Purpurpergamentblättern                   | Aachen, Domschatz                         |